# 엘리미네이터 (1986년 영화)
《엘리미네이터》(Eliminators)는 미국에서 제작된 피터 맨누기언 감독의 1986년 SF, 액션 영화이다. 앤드루 프라인 등이 주연으로 출연하였고 찰스 밴드 등이 제작에 참여하였다.

## 출연

### 주연
- 앤드루 프라인
- 데니스 크로스비
- 패트릭 레이놀즈
- 이원패
- 로이 도트라이스

### 조연
- 피터 쉬럼
- 페기 매닉스
- 포스토 바라

## 한국어 더빙 성우진(SBS, 1995년 8월 20일)
- 김관철 - 맨드로이드 (패트릭 레이놀즈)
- 차명화 - 노라 헌터 (데니스 크로스비)
- 강구한 - 해리 폰태나 (앤드루 프라인)
- 장승길 - 쿠지 (이원패)
- 조달호 - 리브스 (로이 도트라이스)
- 정민희 - 베티 (페기 매닉스)
- 신세인
- 정동열
- 안종익
- 김강산
- 박규웅

## 기타
- 제작팀장: 데브라 디온
- 미술: 필립 포어맨
- 미술: 구머신도 앤드리스 로페즈
- 특수효과: 존 칼 버에츨러
- 특수효과: Mmi Inc.
- 배역: 안소니 바나오